# Доброцинек (Вармінсько-Мазурське воєводство)
Доброцинек (пол. Dobrocinek) — село в Польщі, у гміні Моронґ Острудського повіту Вармінсько-Мазурського воєводства.
Населення — 73 особи (2011).
У 1975-1998 роках село належало до Ольштинського воєводства.

## Демографія
Демографічна структура станом на 31 березня 2011 року:
|          | Загалом | Допрацездатний вік | Працездатний вік | Постпрацездатний вік |
| -------- | ------- | ------------------ | ---------------- | -------------------- |
| Чоловіки | 37      | 8                  | 26               | 3                    |
| Жінки    | 36      | 7                  | 19               | 10                   |
| Разом    | 73      | 15                 | 45               | 13                   |